# Ellen Arthur
Ellen Lewis Herndon Arthur (Culpeper, 30 agosto 1837 – New York, 12 gennaio 1880) fu la moglie di Chester A. Arthur, ventunesimo presidente degli Stati Uniti d'America.

## Biografia
Nata a Culpeper in Virginia, Ellen Lewis era la figlia di William Lewis Herndon, un ufficiale marittimo divenuto celebre nel 1857 quando tranquillamente affondò con la propria nave, dopo aver messo al sicuro tutti i passeggeri e l'equipaggio della Central America, e di Frances Elizabeth Hansborough. Era anche nipote di Matthew Fontaine Maury. Ellen Lewis conobbe Chester Arthur nel 1856 che sposò il 25 ottobre 1859 all'età di ventidue anni. La coppia ebbe tre figli: William Lewis Herndon Arthur (1860–1863), Chester "Alan" Alan Arthur II (1864–1937) ed Ellen "Nell" Herndon Arthur (1871–1915). Nel gennaio 1880 contrasse un raffreddore che diventò una polmonite, e la uccise in due giorni. Ellen Arthur quindi morì il 12 gennaio 1880 all'età di quarantadue anni. Il marito divenne presidente l'anno successivo ed il ruolo di first lady fu ufficialmente assunto da Mary McElroy, sorella del presidente.